# 텔레노벨라

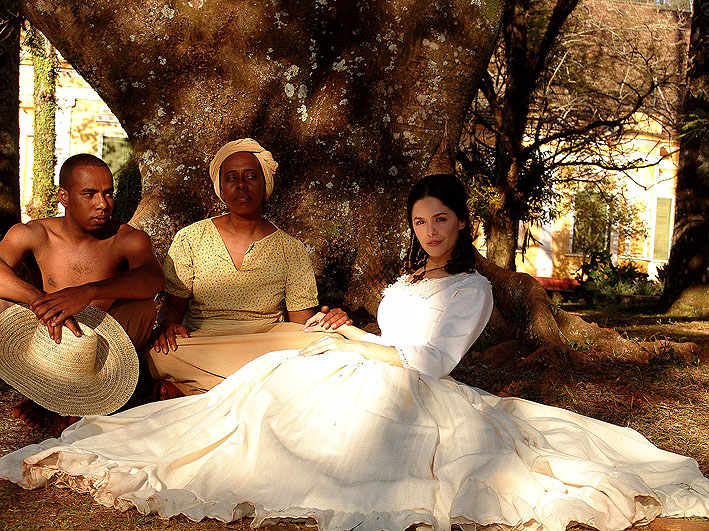
노예 소녀 이사우라, 브라질의 텔레노벨라

텔레노벨라(Telenovela)는 직역하면 텔레비전 소설이라는 뜻으로, 스페인, 포르투갈 및 중남미 국가에서 제작되는 일일 연속극을 뜻한다. 이 장르는 잡지와 신문에 연재된 프랑스와 영국의 연재소설에서 비롯돼 중남미의 라디오 및 텔레비전 연속극으로 이어졌다. 텔레노벨라는 현재 세계적으로 인기를 끌고 있다.

## 줄거리
텔레노벨라는 맺어질 수 없는 남녀가 온갖 난관을 극복하며 결혼에 이르는 통속적 줄거리에 사랑과 불륜, 음모와 배신을 버무려 재미를 더한 것이 특징이다. 베네수엘라의 한 방송 PD는 "사랑 이야기는 국경을 초월해 누구나 공감하는 보편적 아이템이기 때문"이라고 열풍의 원인을 분석했다. 텔레문도의 작가 양성 과정 강사는 "시청자의 애간장을 태우며 매일 다음 회를 기다리게 하는 것이 인기 비결"이라고 말했다.

## 텔레노벨라의 세계화
텔레노벨라는 장르가 세계적으로 널리알려질 수 있었던 것은 텔레노벨라 장르를 만들어 수출하는 거대미디어 기업인이 있었기 때문이다.
이는 멕시코의 텔레비사, 베네수엘라의 베네비시온 및 최대 텔레노벨라 제작사인 브라질의 TV 글로부와 같은 텔레비전 프로그램 제작사들이 있기 때문에 가능했으며, 텔레노벨라의 전 세계적인 배급은 도리 미디어 그룹(Dori Media Group)과 같은 그룹을 통해 이루어졌다. 브라질의 거대 미디어 회사인 TV 글로부와 멕시코의 텔레비사는 텔레노벨라를 전 세계에 수출하는 두 주역이다.
위성 혁명으로 텔레비전 채널이 급증함에 따라, 글로부는 그들의 운영을 국제적으로 넓혀나갔다. 1993년부터 글로부는 심지어 BBC와 같은 방송사에까지 텔레비전 프로그램을 수출하기 시작했다. BBC의 게임 쇼인 <옳은 일을하라>는 브라질의 게임쇼인 <당신이 결정하라>를 TV 글로부의 허가를 받아 개작한 것이었다. 이 상호작용 게임 쇼는 중국 및 앙골라와 같은 다양한 나라들의 포함한 37개국에서 개작됐다(Moran,1998).

## 텔레노벨라의 국제적인 성공
역사적 로맨스를 다룬 <노예 소녀 이사우라>는 텔레노벨라의 가장 큰 성공의 예이다. 이것은 이탈리아, 프랑스, 구소련 특히 중국에서 엄청난 인기를 누렸다. 중국에서는 4억 5,000만 명의 시청자가 이 시리즈물을 시청했으며, 이 텔레노벨라의 원작소설의 중국어 번역판은 30만 부나 팔렸다.(Oliveira, 1993).

## 혼종화된 문화
TV글로부의 기반은 미국의 경영적, 기술적, 구조적 영향을 받아 발전할 수 있었다. 따라서 텔레노벨라는 미국의 방송 포맷을 사용했지만 내용은 남미의 내용을 다루면서 혼종화된 텔레노벨라라는 장르는 만들어낸 것이다. 즉, 문화와 문화의 교류를 통해 새로운 문화를 만들어낸 것이다.

## 같이 보기
- 대한민국의 텔레비전 드라마
- 일본의 텔레비전 드라마
- 태국의 텔레비전 드라마
- 튀르키예의 텔레비전 드라마

## 참고 문헌
- 텔레노벨라 <<국제커뮤니케이션>>, 한울아카데미, 2009년 9월 5일, 340~345쪽